# CRE Constantine
Chabab Riadhi Constantine (în arabă شباب رياضي مقاولة بناء قسنطينة), cunoscut și ca CRE Constantine sau pur și simplu CREC pe scurt, este un club de fotbal algerian cu sediul în Constantine, Algeria. Clubul joacă în prezent în Liga Profesionistă 2 din Algeria.